# Tatiana Ustiuzhánina
Tatiana Ilínichna Ustiuzhánina –en ruso, Татьяна Ильинична Устюжанина– (Mariúpol, URSS, 6 de mayo de 1965) es una deportista ucraniana que compitió para la Unión Soviética en remo.
Participó en tres Juegos Olímpicos de Verano, obteniendo una medalla de bronce en Barcelona 1992, en la prueba de cuatro scull, el octavo lugar en Atlanta 1996 (doble scull) y el cuarto en Sídney 2000 (cuatro scull).
Ganó cuatro medallas en el Campeonato Mundial de Remo entre los años 1990 y 1999.

## Palmarés internacional
| Representando a la URSS           |                               |                   |              |
| Campeonato Mundial                |                               |                   |              |
| Año                               | Lugar                         | Medalla           | Prueba       |
| 1990                              | Tasmania (Australia)          | Medalla de plata  | Doble scull  |
| 1991                              | Viena (Austria)               | Medalla de plata  | Cuatro scull |
| Representando al Equipo Unificado |                               |                   |              |
| Juegos Olímpicos                  |                               |                   |              |
| Año                               | Lugar                         | Medalla           | Prueba       |
| 1992                              | Barcelona (España)            | Medalla de bronce | Cuatro scull |
| Representando a Ucrania           |                               |                   |              |
| Campeonato Mundial                |                               |                   |              |
| Año                               | Lugar                         | Medalla           | Prueba       |
| 1994                              | Indianápolis (Estados Unidos) | Medalla de bronce | Cuatro scull |
| 1999                              | St. Catharines (Canadá)       | Medalla de plata  | Cuatro scull |